# Batalha de Pago
A Batalha de Pago foi um confronto armado em 1520, na Península da Malásia, no qual as tropas portuguesas conquistaram o acampamento fortificado do sultão Mamude, antigo senhor de Malaca, que daquele local lançava ataques contra a cidade em mãos dos portugueses. 

## Contexto
O governador Afonso de Albuquerque conquistou a cidade de Malaca em 1511 mas o sultão Mamude sobrevivera à batalha e fugiu com a sua Corte e exército para Pago. Neste sítio, a montante do rio de Muar, construiu uma base ou acampamento fortificado do qual lançava ataques contra os portugueses em Malaca na mira de recuperar a cidade.
Para enfrentar esta ameaça o governador Lopo Soares de Albergaria enviou para Malaca três navios e 300 soldados comandados por D. Aleixo de Meneses para Malaca e chegaram em Junho de 1518. A foz do Muar foi bloqueada e o sultão pediu de imediato a paz. O inexperiente D. Aleixo aceitou ingenuamente a paz mas quando regressou a Goa com as suas tropas o sultão sitiou Malaca por terra, ao passo que 85 lancharas atacaram a cidade por mar. Não obstante, o sultão Mamude viu-se incapaz de vencer a resistência dos portugueses e passados 17 dias bateu em retirada, tendo sofrido no ataque 600 mortos e os portugueses 15.
A localização do acampamento do sultão e das suas defesas foi denunciada ao capitão de Malaca por um capitão javo, a quem o sultão havia usurpado a mulher para o seu harém. Os portugueses atacaram uma estacada fortificada que o sultão havia construído na foz do rio e capturaram nesta expedição 60 canhões. Quando D. Aleixo chegou a Goa, o governador, posto ao corrente da situação em Malaca, enviou para lá duas naus, uma caravela, um bergantim e 150 soldados comandados por António Correia, e Garcia de Sá, para o posto de novo capitão de Malaca.
Com todos estes reforços, ao fim de alguns meses de combates e escaramuças, em Setembro de 1519 os portugueses lograram obrigar os guerreiros do sultão ainda nas imediações da cidade a fugir para Pago. A 15 de Julho de 1520 o capitão António Correia partiu para atacar a base do sultão em Pago, com 150 soldados portugueses e 300 auxiliares malaios, com uma pequena esquadra de 2 naus, 1 caravela, 2 a 4 galeotas e algumas lancharas de malaios.

## A Batalha

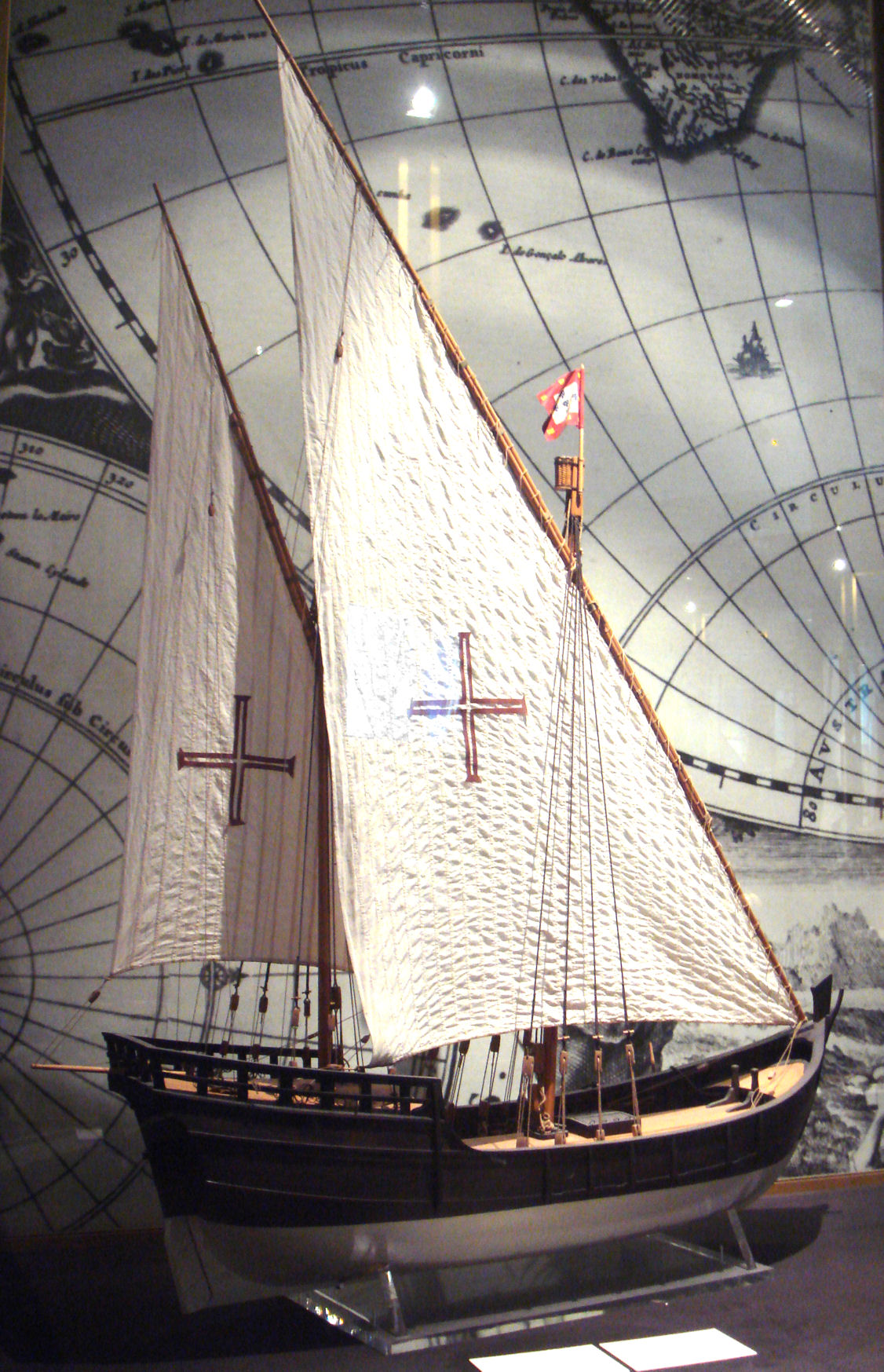
caravela portuguesa

Ao subirem o rio de Muar, os portugueses detectaram uma nova estacada construída mais a montante. A estacada foi atacada pela caravela a reboque dos batéis, equipados com arrombadas, paveses e artilharia pesada. Não obstante a resistência dos malaios, que disparavam as suas armas de fogo e lançavam flechas envenenadas, os portugueses tomaram a estacada de assalto e os marinheiros abriram as portas que impediam a passagem dos navios.
As naus e a caravela foram deixadas para trás, de vigia mas mais a montante os portugueses descobriram que o acesso a Pago pelo rio encontrava-se bloqueado por numerosas estacas verticais de madeira, árvores e troncos deitadas na água. Todos estes obstáculos foram laboriosamente retirados do caminho pelas esquipas de carpinteiros, marinheiros e soldados até que os portugueses alcançaram Pago e aqui encontraram o sultão com 2000 homens e elefantes de guerra.
Ainda que António Correia tenha mandado que nenhum soldado se lançasse ao ataque antes de terem todos desembarcado, os seus homens ignoraram esta ordem; com o apoio da artilharia dos navios lançaram-se de imediato ao ataque contra as tropas do sultão, que desbarataram e obrigaram a fugir para o mato após uma breve peleja.

## Rescaldo

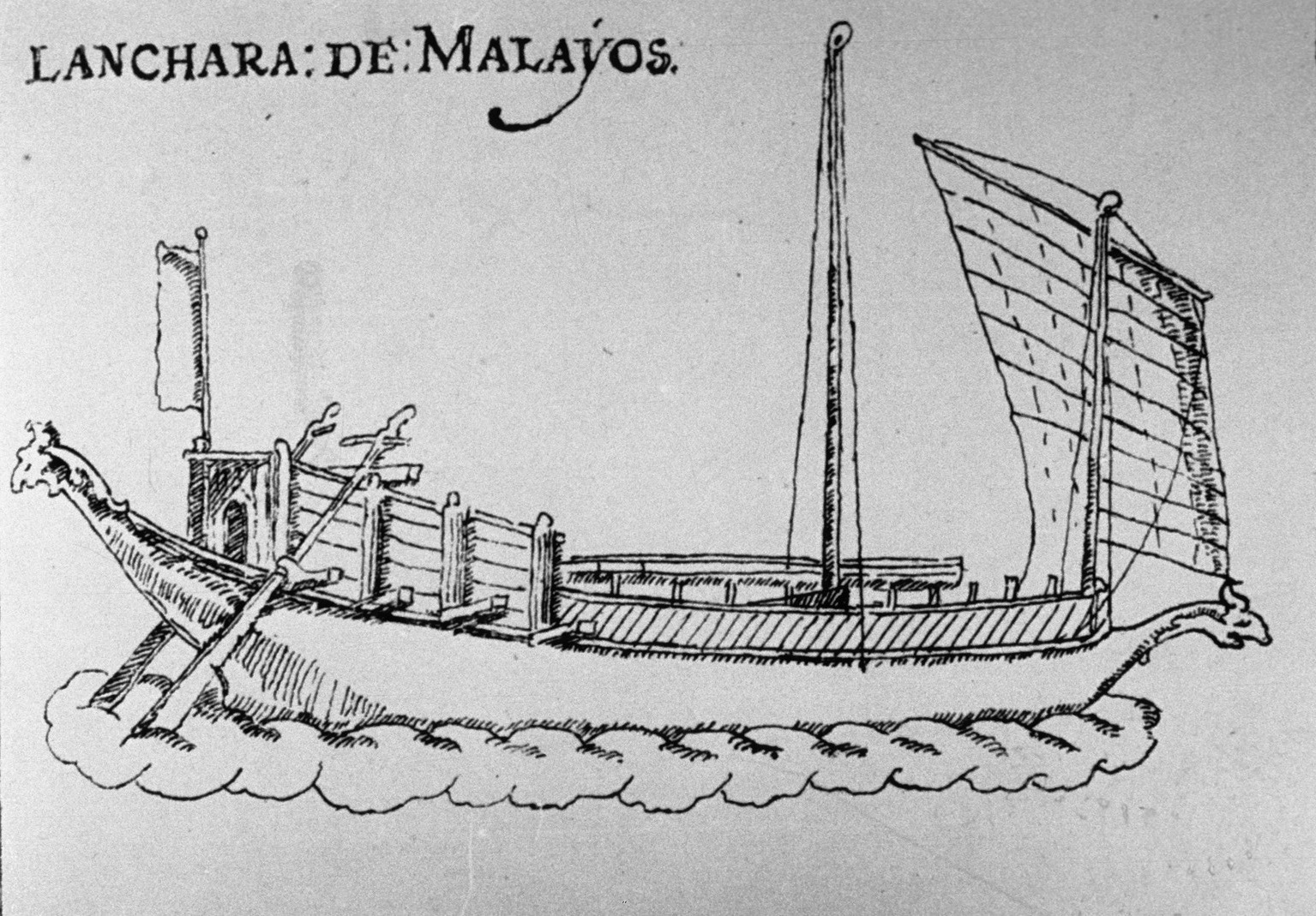
Lanchara de malaios.

Alguns fidalgos foram armados cavaleiros por António Correia numas certas casas que haviam pertencido ao sultão. Grande quantidade de despojos e cativos foram capturados em Pago, bem como toda a frota do sultão Mamude, que contava com 100 embarcações a remos mas foi toda ela queimada. Dois grandes navios, com proas e popas decoradas a ouro foram levadas para Malaca como troféus de guerra.
Após esta nova derrota em Pago, muitos dos capitães do sultão desertaram e, sem mais frota, partiu para a cidade de Pão, na costa norte da península Malaia e, dali, para a ilha de Bintão, reino que usurpou ao seu rei nativo e de onde continuaria a combater os portugueses.
O ataque a pago ficou registado nos Anais Malaios, crónica oral, que diz o seguinte:
| “ | Pouco tempo depois os frangues apareceram diante de Pagar e prepararam-se para o ataque. Em poucos dias morreu Sang Satia e Pagoh foi tomado, e o sultão Ahmed retirou-se e subiu o rio para Panarigan. O coxo bendará morreu e foi entrerrado em Lubo Batu a que geralmente se dá o nome de Bender-Lubu-Batu. Depois disto, o sultão Ahmed, com o sultão Mamude, regressaram a Pão, e o sultão Abdal Jamil recebeu-os com grande cortesia e dirigiu-os para a cidade com mil testemunhos de respeito e honra. | ” |